# Zerocalcare
Michele Rech (nascido em 12 de dezembro de 1983), conhecido como Zerocalcare, é um cartunista italiano. Seu pseudônimo, que significa literalmente "zero calcário", foi inspirado em um jingle de um comercial de TV italiano para um produto desincrustante e foi escolhido quando ele precisava de um apelido para entrar rapidamente em uma discussão na Internet.
Em 2019, seus livros atingiram a marca de um milhão de cópias vendidas. Suas obras também foram adaptadas em outras mídias, incluindo o filme live-action de 2018 La profezia dell'armadillo (português: A Profecia do Tatu), baseado na história em quadrinhos homônima de 2011; a série animada da Netflix Entrelinhas Pontilhadas (2021) e sua continuação Este Mundo Não Vai Me Derrubar (2023), ambas estreladas por ele próprio.